# François Dosse
François Dosse, född 22 september 1950, är en fransk filosof och historiker. Han är professor i samtida historia vid Université Paris-Est-Créteil-Val-de-Marne.
François Dosse avlade 1983 doktorsexamen med en avhandling om Annales-skolan – L'école des Annales dans les médias depuis 1968. Därefter har han forskat om strukturalismen, filosofen Paul Ricœur samt historikern Michel de Certeau. I tvåbandsverket Histoire du structuralisme beskriver Dosse filosofen Jacques Derrida som företrädare för ultrastrukturalismen.
Dosse är en av grundarna av den vetenskapliga tidskriften EspacesTemps.